# Placonotus africanus
Placonotus africanus is een keversoort uit de familie van de dwergschorskevers (Laemophloeidae). De wetenschappelijke naam van de soort werd in 1962 gepubliceerd door Leonard P. Lefkovitch.